# ديرت داش
لعبة سيارات ديرت داش (Dirt Dash) هي لعبة سباقات سيارات D3 للطرق الوعرة لعام 1995 تم تطويرها ونشرها بواسطة نامكو.

## نبذة
هي لعبة سباق على الطرق الوعرة تستخدم توجيه ردود الفعل والانزلاقات المبالغ فيها والممرات السرية ومجموعة متنوعة من التضاريس الوعرة.